# خولیتا دیاس
خولیتا دیاس (اسپانیایی: Julieta Díaz‎؛ زادهٔ ۹ سپتامبر ۱۹۷۷) بازیگر اهل آرژانتین است. وی از سال ۱۹۹۵ میلادی تاکنون مشغول فعالیت بوده‌است.
از فیلم‌ها یا برنامه‌های تلویزیونی که وی در آن نقش داشته‌است، می‌توان به مجردمانده‌ها، ۲+۲، مارادونا، دست خدا، دانش‌آموختگان، زنان قاتل، سیگنال و ارث اشاره کرد.